# Johann Adolph Richter
Johann Adolph Richter (* 1682 in Weimar; † 30. Juni 1768 ebenda) war ein deutscher Architekt.

## Leben
Richter entstammte als Sohn des Architekten Johann Moritz Richter einer thüringischen Familie von Baumeistern und Künstlern.
Er war beteiligt am Bau des Weimarer Schlosses Belvedere. Neben seiner Mitwirkung am Schlossbau zusammen mit Gottfried Heinrich Krohne sind seine Entwürfe für den Garten von Belvedere, die in der Zeit des Barocks sein Gepräge trugen, zu erwähnen. Er hatte mutmaßlich die Planung der Gartenanlagen realisiert. Außerdem dürften die Entwürfe der Kavaliershäuser auf Belvedere ebenso wie die der Orangerie (zusammen mit Krohne) von seiner Hand stammen. Neben den Schlossbauten hatte Richter auch Entwürfe für Kirchen geliefert wie u. a. für die Kirche St. Georg von Großneuhausen. Die Kirche von St. Peter und Paul in Oberweimar wurde 1733 durch Richter im Innern barockisiert bzw. das Mansarddach errichtet, wie es noch heute zu sehen ist.
Johann Adolph Richter war Sachsen-Weimarischer Oberlandbaumeister. Außerdem ist er der Erbauer der Jakobskirche in Weimar. Weiterhin war er in seiner Eigenschaft als Landbaumeister bzw. Oberlandbaumeister am Bau der Schlossanlagen in Dornburg und Ettersburg tätig. Richter errichtete im Park an der Ilm 1733 den alten Schießhausgarten, der 1756 abgebrochen und zur künstlichen Ruine umgestaltet wurde. Die Entlassung Richters als Oberlandbaumeister hatte Krohne betrieben, der gegen ihn intrigierte und schließlich selbst in dieses Amt kam.
Die Zuweisung der 1715 errichteten Wache auf dem Neumarkt in Dresden zum Werk Richters erfolgte irrtümlich. Stattdessen ist der Entwurf wohl Johann Rudolf Fäsch zuzuschreiben.